# 圣但尼当茹
圣但尼当茹（法語：Saint-Denis-d'Anjou，法語發音：[sɛ̃ dəni dɑ̃ʒu]，意为“安茹的圣但尼”）是法国马耶讷省的一个市镇，位于该省东南部，属于贡捷堡区。

## 地理
圣但尼当茹（47°47'27"N, 0°26'28"W）面积41.89 平方千米，位于法国卢瓦尔河地区大区马耶讷省，该省份为法国西北部内陆省份，北起芒什省和奧恩省，西接伊勒-维莱讷省，南至曼恩-卢瓦尔省，东临萨尔特省。
与圣但尼当茹接壤的市镇（或旧市镇、城区）包括：布埃尔、萨尔特河畔苏维涅、米雷、潘塞、普雷西涅、薩爾特河畔薩布萊、比耶内莱维拉日、萨尔特河畔莫拉讷-多姆赖。

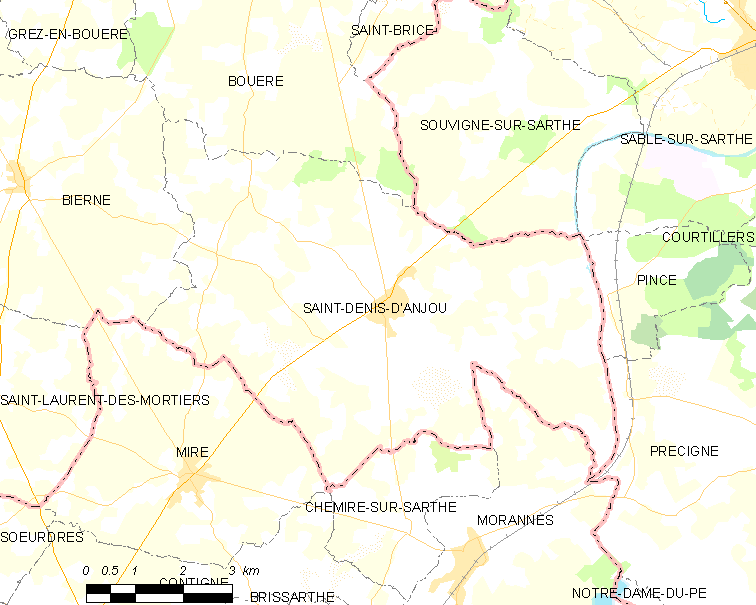
圣但尼当茹的OSM定位图

圣但尼当茹的时区为UTC+01:00、UTC+02:00（夏令时）。

## 行政
圣但尼当茹的邮政编码为53290，INSEE市镇编码为53210。

## 政治
圣但尼当茹所属的省级选区为马耶讷河畔贡捷堡第一县。

## 人口

1962-2008年间圣但尼当茹人口变化图示

圣但尼当茹于2022年1月1日时的人口数量为1512人。